# 地球ウォーカー
地球ウォーカー（ちきゅう- ）は、NHK衛星第1テレビジョンにて2003年4月9日から2004年10月24日まで放映された、世界各国に住む人々の多彩な活動を追ったドキュメンタリー番組である。

## 概要
2010年6月から旅チャンネルでも放送を開始した。

## これまで放送された内容
括弧内は初回放送日。
2003年
- 「映画の都に舞う ～インド ムンバイ～」（4月4日）
- 「57丁目物語 ～ニューヨーク～」（4月6日）
- 「スパイス通りで味を究める ～インド・ムンバイ」（4月8日）
- 「神殿とともに生きて ～ギリシャ・アテネ～」（4月11日）
- 「心をつなぐ郵便配達 ～ギリシャ・レスボス島～」（4月12日）
- 「Never ■ Stop ■ Moving ■ 踊り続ける ～ニューヨーク～」（4月13日）
- 「新上海をライトアップ」（4月18日）
- 「今よみがえるチャイナドレス ～上海」（4月19日）
- 「Eat ■ Sushi! ■ スシ食いねぇ ～ニューヨーク～」（4月20日）
- 「迷宮の職人街～ ベトナム・ハノイ～」（4月25日）
- 「奇岩の海に浮かぶ村 ～ベトナム・ハロン湾～」（4月26日）
- 「アオザイの美を究める ～ベトナム・ホーチミン～」（4月27日）
- 「建都300年 ■ サンクトペテルブルクを歩く(1)」（5月2日）
- 「建都300年 ■ サンクトペテルブルクを歩く(2)～街に見る時代と暮らし～ネフスキー大通り～」（5月3日）
- 「建都300年 ■ サンクトペテルブルクを歩く(3)芸術は街への熱き想（おも）い」（5月4日）
- 「骨董がはぐくむ香港的新生活 ～中国 香港～」（5月9日）
- 「時を映す香港の食 ～中国 香港～」（5月10日）
- 「ジャズ横丁のマエストロ ニューヨーク」（5月11日）
- 「画家村から世界をめざす 上海」（5月16日）
- 「女性弁護士・トラブル解決します ～上海～」（5月17日）
- 「水面の輝きに魅せられて ～イギリス・テムズ川」（5月23日）
- 「野生の楽園 ■ in ■ ロンドン ～イギリス・テムズ川～」（5月24日）
- 「POEを歌うロック詩人ルー・リード ～ニューヨーク～」（5月25日）
- 「青春の街角 ■ サイアムスクエア ～タイ・バンコク～」（5月30日）
- 「古都トンブリーは運河の街 ～タイ・バンコク～」（5月31日）
- 「スーザンは売れっ子ライター！ニューヨーク」（6月1日）
- 「高さ468メートル ■“アンテナ隊”出動 上海」（6月6日）
- 「女性料理大師 ■ 上海の食を極める」（6月7日）
- 「ジュリアードに学ぶ ニューヨーク」（6月8日）
- 「水の都よ永遠に ～イタリア・ベネチア」（6月13日）
- 「ルネサンスの町を自転車で ～イタリア・フェッラーラ市民一人当たりの自転車保有数が約3台というフェッラーラを紹介する。」（6月14日）
- 「おしゃべりタクシーが行く ～ニューヨーク～」（6月15日）
- 「伝統の技と心が残る街 ～韓国・ソウル～」（6月20日）
- 「演劇の街に夢を追って 韓国・ソウル」（6月21日）
- 「セントラルパーク夏模様 ニューヨーク」（6月22日）
- 「韓紙の故郷を訪ねて ～韓国・チョンジュ～」（6月27日）
- 「喜びも哀しみも歌声にこめて ～韓国・チョンジュ～」（6月28日）
- 「Tシャツに描いたポエム ニューヨーク」（6月29日）
- 「あしたに向かってブレイクショット フィリピン・マニラ」（7月4日）
- 「フィリピンの心を描く街 フィリピン・アンゴノ」（7月5日）
- 「アフリカの心を弾く ニューヨーク」（7月6日）
- 「レビューへようこそ ～パリ・シャンゼリゼ」（7月18日）
- 「アメリからの贈り物 パリ・モンマルトル」（7月19日）
- 「ラジオがつくる ■ 移民ネットワーク ～パリ・11区～」（7月20日）
- 「海は神様の贈りもの サモア・サバイ島」（7月25日）
- 「愛を歌う島 ～トンガ・ヌクアロファ～」（7月26日）
- 「タパ作りは女の誇り トンガ・エウア島」（7月27日）
- 「われら“日系”新世代 ブラジル・サンパウロ」（8月2日）
- 「スラム街の名サッカーコーチ ブラジル・リオデジャネイロ」（8月2日）
- 「牛祭りにかける大家族 ブラジル・サンルイス」（8月3日）
- 「“中元祭”でにぎわう屋台街 台湾・基隆」（9月5日）
- 「きらめくトンボ玉の里 台湾・三地門」（9月6日）
- 「巨大都市に広がる地下世界 ドイツ・ベルリン」（9月13日）
- 「月曜日はアラビアンナイト ニューヨーク」（9月14日）
- 「東洋と西洋を結ぶ渡し船 トルコ・イスタンブール」（9月19日）
- 「チャイハネは市場の社交場 トルコ・イスタンブール」（9月20日）
- 「思い出のクリームソーダ ニューヨーク」（9月21日）
- 「音楽で夢をつかみたい 中国・北京」（9月27日）
- 「老いて青春を歌う 中国・北京」（9月27日）
- 「こだわりスーツ美学 ～ニューヨーク」（9月28日）
- 「コアラとともに暮らす街 ～オーストラリア ポート・マッコーリー～」（10月3日）
- 「“母の花”咲くガーデニングの街 オーストラリア・メルボルン」（10月4日）
- 「サルサを踊ろう!ニューヨーク」（10月5日）
- 「はるかなる太陽の町 ルーマニア・スリナ」（10月10日）
- 「黒海キャビア物語 ～ルーマニア スフントゥ・ゲオルゲ村」（10月11日）
- 「ハーレムのクイーンマザー ニューヨーク」（10月12日）
- 「農業ツアーで島を売りこめ 中国・上海」（10月17日）
- 「走れ!ルート119 中国・上海」（10月19日）
- 「がんばれロウアーイースト!ニューヨーク」（10月19日）
- 「ようこそサイレント劇場へ ロサンゼルス」（10月24日）
- 「ボクシングの街に生まれて ロサンゼルス」（10月25日）
- 「マリブの波乗り人生 ロサンゼルス」（10月26日）
- 「ペンギン王国を守れ ～ニュージーランド・オタゴ半島～」（10月31日）
- 「陶芸家の夢鉄道 ニュージーランド・コロマンデル」（11月1日）
- 「ヨットの町のマドンナたち ニュージーランド・オークランド」（11月2日）
- 「今に生きる南蛮菓子 ポルトガル・リスボン」（11月7日）
- 「ポートワインの香りに誘われて ～ポルトガル・ポルト～」（11月8日）
- 「グランドセントラル物語 ニューヨーク」（11月9日）
- 「夢を咲かせる 地下鉄のフラワーショップ 中国・上海」（11月14日）
- 「世界へはばたけ 上海スーパーモデル 中国・上海」（11月15日）
- 「ダイヤモンドは永遠に? ニューヨーク」（11月16日）
- 「心をつなぐ刺繍（ししゅう）バングラデシュ・ジョソール」（11月21日）
- 「リキシャは夢の第一歩 バングラデシュ・ジョソール」（11月22日）
- 「都市に生きる先住民 ニューヨーク」（11月23日）
- 「チャオ!トレビの泉 イタリア・ローマ」（11月28日）
- 「おいしい都の名物料理 イタリア・ローマ」（11月29日）
- 「古代の道を歩く イタリア・ローマ」（11月30日）
- 「大連から中国の食が変わる!中国・大連」（12月5日）
- 「北京発 今 中国漫画が熱い!中国・北京」（12月6日）
- 「アメリカ流スローフードのすすめ ニューヨーク」（12月7日）
- 「ウェディングを思いのままに 上海・結婚式事情」（12月12日）
- 「ひびけ世界へ! 二胡の音色 中国・上海」（12月13日）
- 「ブロードウェイ スター誕生! ニューヨーク」（12月18日）
- 「ボリウッド・ミュージカル ロンドン・インド人街」（12月19日）
- 「冬を彩る花市場 ロンドン・イーストエンド」（12月20日）

2004年
- 「トップデザイナーはオスマン流 ～トルコ・イスタンブール」（1月9日）
- 「陶器の町のニューウェーブ トルコ・キュタヒヤ」（1月10日）
- 「チーズケーキに愛をこめて ～ニューヨーク～」（1月11日）
- 「インテリアはチャイナ・モダンで! 中国・上海」（1月16日）
- 「五光十色!夜空を染めるネオンマイスター 中国・上海」（1月17日）
- 「ロックで行こう! ニューヨーク」（1月18日）
- 「オットー・ワーグナーを探して オーストリア ウィーン」（1月23日）
- 「私の愛するモーツァルト オーストリア・ウィーン」（1月24日）
- 「健康志向ナイトライフ ニューヨーク」（1月25日）
- 「写真に夢を刻んで 中国・重慶」（1月30日）
- 「茶館に響け 伝統の歌声 中国・重慶」（1月31日）
- 「編み物で癒やされたい ～ニューヨーク～」（2月1日）
- 「北の国のホットなデザイン ～スウェーデン・ストックホルム～」（2月6日）
- 「明日のスターを目指して ～スウェーデン・ストックホルム～」（2月7日）
- 「女性のための恋愛講座 ニューヨーク」（2月8日）
- 「美味追求!上海がに 中国・上海」（2月13日）
- 「輝きを永遠に!女子サッカーの星 中国・上海」（2月14日）
- 「わが街を東洋のミラノに 韓国のファッション都市・テグ」（2月20日）
- 「牛よ おれの夢をかけ闘え 韓国・チョンド」（2月21日）
- 「ソーホーのニューウェイブ ～ニューヨーク」（2月22日）
- 「フュージョン料理はソウルから 韓国・ソウル」（2月27日）
- 「ようこそアートの街へ 韓国・ソウル」（2月28日）
- 「ダンスでつづる心 ニューヨーク」（2月29日）
- 「それぞれの思いを架ける橋 ハンガリー・ブダペスト」（3月5日）
- 「ドナウの温泉郷 ハンガリー・ブダペスト」（3月6日）
- 「あなたの話を聴かせてほしい ニューヨーク」（3月7日）
- 「花の声を聴く ニューヨーク」（3月19日）
- 「めざせ 華のトップモデル ベトナム・ホーチミン」（4月2日）
- 「再発見!ベトナム雑貨の世界 ベトナム・ホーチミン」（4月3日）
- 「走れ!人力タクシー ニューヨーク」（4月4日）
- 「ここがモード最前線！パリ・サントノーレ」（4月9日）
- 「ブーローニュの森の春 フランス・パリ」（4月10日）
- 「心の底から歌おう ニューヨーク」（4月11日）
- 「めざせ!アジアのハリウッド 韓国・プサン」（4月17日）
- 「こりゃ～おいしい!プサンの刺身 韓国・プサン」（4月17日）
- 「平和を願う女たち ニューヨーク」（4月18日）
- 「走れ!人力タクシー ニューヨーク」（4月21日）
- 「燃えるステップ 上海ダンスフィーバー」（4月23日）
- 「上海ホットスポットを追え タウン誌記者同行記」（4月24日）
- 「愛（いと）しの古時計 ニューヨーク」（4月25日） ※5月16日に再放送
- 「心の底から歌おう ニューヨーク」（4月28日）
- 「祖国の誇りドボルザーク チェコ・プラハ」（4月30日）
- 「歴史を刻んだ広場 ～チェコ・プラハ～」（5月2日）
- 「ホテルはすてきな“地球村”ネパール・カトマンズ」（5月7日）
- 「女性客大歓迎 トレッキングガイドは3姉妹 ネパール・ポカラ」（5月8日）
- 「摩天楼の空中散歩 ニューヨーク」（5月9日）
- 「プラハ鉄道物語 ～チェコ・プラハ本駅～」（5月13日）
- 「元気が出る占い横町 台湾・台北市」（5月14日） ※5月22日に再放送
- 「記憶の町へようこそ 台湾・九份」（5月15日） ※5月22日に再放送
- 「テロリストの母との対話」（5月19日）
- 「舞い跳び歌う!世界遺産・崑劇の星 中国・上海」（5月21日）
- 「心ほのぼの 農民画 中国・上海」（5月23日）
- 「あなたのお部屋リフォームします ～ニューヨーク～」（5月24日） ※6月5日に再放送
- 「ロットラーンで行く バンコク癒やしの旅 タイ・バンコク」（5月28日）
- 「尾長船で行く 水の都 運河の旅 タイ・バンコク」（5月29日）
- 「芸術家村に来ませんか 韓国・済州島」（6月4日）
- 「食料救援隊がゆく ニューヨーク」（6月5日）
- 「海の恵みと生きる 韓国・済州島」（6月5日）
- 「ゴワナス運河に集う人々 ～ニューヨーク～」（6月6日）
- 「食の世界に新風を ～スペイン・バルセロナ～」（6月11日）
- 「人気スポットによみがえった街 ～スペイン・バルセロナ～」（6月12日）
- 「みんなで行こう!遊園地 ～ニューヨーク～」（6月13日）
- 「お茶ブームささえる“評茶師”中国・上海」（6月18日）
- 「彩りゆたか お茶料理 中国・上海」（6月19日）
- 「私の街にきれいな空気を ～ニューヨーク～」（6月20日）
- 「奇跡だって信じます!イタリア・ナポリ」（6月25日）
- 「地中海の恵みに生きて イタリア・ナポリ」（6月26日）
- 「人生はカンツォーネ!イタリア・ナポリ」（6月27日）
- 「ゴワナス運河に集う人々 ニューヨーク」（6月30日）
- 「みんなで行こう!遊園地 ニューヨーク」（6月30日）
- 「骨とう品でチャイナドリーム 中国・北京」（7月3日）
- 「ようこそ 私たちの路地裏へ ～中国・北京～」（7月3日）
- 「僕らはほとんどロックスター!ニューヨーク」（7月4日）
- 「巻き起こせムービールネサンスの風 オーストラリア・シドニー」（7月9日）
- 「多文化が生むモダンオーストラリアの味 シドニー」（7月10日）
- 「アイ・ラブ高校野球 ～ニューヨーク～」（7月11日）
- 「案内します!世界の船 ～中国・上海～」（7月16日）
- 「めざせ 世界のミュージックスポット ～上海・ＤＪ物語～」（7月17日）
- 「味わいビール革命 ～ニューヨーク～」（7月18日）
- 「海を守り 海に遊ぶ オーストラリア・ゴールドコースト」（7月23日）
- 「グレートバリアリーフに生きる オーストラリア・ハミルトン島」（7月24日）
- 「太古の森に暮らす オーストラリア・キュランダ」（7月25日）
- 「ロイヤルマイルに息づく誇り ～スコットランド・エディンバラ～」（7月30日）
- 「蒸気に魅せられた男 ～ニューヨーク～」（8月1日）
- 「古都ミステリーツアー ～スコットランド・エディンバラ～」（8月4日）
- 「バナナボートの港町 ジャマイカ ポート・アントニオ」（9月4日）
- 「オールナイト レゲエ・ダンサーズ ジャマイカ・キングストン」（9月4日）
- 「ショーロンポーにかける男たち 台湾・台北」（9月11日）
- 「ソウルフードを召し上がれ ニューヨーク」（9月12日）
- 「劇場は街再生のシンボル 台湾・台北」（9月13日）
- 「おいしいイギリスを発見 ロンドン」（9月17日）
- 「知られざる金融街・シティ ロンドン」（9月18日）
- 「演劇を育むパブ・シアター ロンドン」（9月19日）
- 「ルークトゥン ドリーム タイ・バンコク」（9月24日）
- 「風水で運をつかめ タイ・バンコク」（9月25日）
- 「秘密のガーデン ～ニューヨーク～」（9月26日）
- 「伝統の技でアニメに新風を ～中国・上海」（10月1日）
- 「街角のポートレート ～ニューヨーク～」（10月3日）
- 「ヨットクラブでチャンスをつかめ ～中国・上海～」（10月3日）
- 「自分だけの庭が欲しい 中国・蘇州」（10月8日）
- 「陶都の伝統を守れ 中国・宜興」（10月9日）
- 「マンハッタン不動産物語 ニューヨーク」（10月10日）
- 「アンティークはパリの香り フランス のみの市」（10月15日）
- 「復活へのキックオフ フランス サッカーチーム」（10月16日）
- 「インドのビートで踊ろう ～ニューヨーク～」（10月17日）
- 「旧家の結婚式にご招待 イタリア トスカーナ」（10月22日）
- 「情熱のパリオ祭 ～イタリア・トスカーナ～」（10月23日）
- 「村人はみんな名役者 ～イタリア・トスカーナ～」（10月24日）